# Есом на Марни
Есом на Марни (фр. Essômes-sur-Marne) насеље је и општина у североисточној Француској у региону Пикардија, у департману Ен (Пикардија) која припада префектури Шато Тјери.
По подацима из 2011. године у општини је живело 2735 становника, а густина насељености је износила 95,8 становника/km². Општина се простире на површини од 28,55 km². Налази се на средњој надморској висини од 72 метара (максималној 216 m, а минималној 58 m).

## Демографија
| 1962. | 1968. | 1975. | 1982. | 1990. | 1999. | 2011. |
| ----- | ----- | ----- | ----- | ----- | ----- | ----- |
| 1.690 | 2.055 | 2.038 | 2.321 | 2.479 | 2.486 | 2.735 |

График промене броја становника у току последњих година